# Atsumu Ōmura
Atsumu Ōmura (en japonés 大村 纂, Ōmura Atsumu; n. 1942) es un climatólogo japonés, conocido por sus contribuciones a la teoría del oscurecimiento global.
Ōmura nació en el barrio de Bunkyō, distrito de Tokio, en 1942. En 1965, se graduó con una licenciatura en ciencias por la Universidad de Tokio, y en 1969 recibió un máster en ciencias de la Universidad McGill. Posteriormente, obtuvo el doctorado en ciencias naturales en la Escuela Politécnica Federal de Zúrich (ETH) en Zúrich (Suiza).
Ōmura es profesor de Geografía física desde 1983 en el Instituto para las ciencias Atmosféricas y Climáticas en el ETH de Zúrich. Es director del grupo de investigación sobre el clima del instituto. El grupo tiene un gran interés en la frontera planetaria y la criósfera, incluyendo sus interacciones con la atmósfera y el océano. El grupo sostiene un determinado modelo general de circulación.

## Obra
- New precipitation and accumulation maps for Greenland, 1991.
- Physical basis for the temperature-based melt-index method, 2001.
- Objective Criteria for Rejecting Data for Bowen Ratio Flux Calculations, 1982.
- Climate and energy balance on the arctic tundra, 1982.